# Caixeta
A caixeta (Tabebuia cassinoides), também chamada caxeta, pau-caixeta, pau-paraíba, pau-de-tamanco, tabebuia, tabebuia-do-brejo, tamancão, tamanqueira e pau-de-viola, é uma árvore paludícola americana, do litoral, da família das bignoniáceas. A espécie está ameaçada de extinção no Brasil.

## Etimologia
"Caixeta", "caxeta" e "pau-caixeta" vêm de "caixa", numa referência à utilização de sua madeira na marcenaria. Pelo mesmo motivo, é chamada de" pau-de-tamanco", "tamancão", "tamanqueira" e "pau-de-viola". "Tabebuia" origina-se do tupi tabebui.

## Características
Folhas simples e coriáceas. Címulas trifloras, escassas, alvas, com a fauce amarela, aromáticas. Fruto coriáceo, castanho, estriado, com várias sementes. Fornece madeira branca, levemente rosada, própria para marcenaria fina.

## Ocorrência
É nativa da região neotropical, que se distribui do norte do México até o norte da Argentina, incluindo as ilhas do Caribe.